# .300 Savage
.300 Savage — безфланцевий гвинтівковий набій .30 калібру, який розробила компанія Savage Arms в 1920 році. Він був розроблений для заміни менш потужного набою .303 Savage в своїй популярній безкурковій важільній гвинтівці Savage Модель 1899, яку вони почали випускати знову під назвою Модель 99, а також для нової гвинтівки з ковзним затвором Savage Model 1920. Незважаючи на коротшу гільзу, для можливості використання в магазині Моделі 99 та товстіше дульце, набій здатен розігнати кулю вагою 9,7 грами до швидкості 790 м/с на ефективній відстані в понад 300 метрів.

## Продуктивність
Рівень тиску набою .300 Savage за SAAMI становить 46 000 CUP.